# Boeing-Stearman Model 75
Stearman (Boeing) Model 75 znan tudi kot Stearman, Boeing Stearman  ali Kaydet, je bil enomotorni dvokrilnik, ki se je uporabljal kot šolsko vojaško in večnamensko letalo. V 1930ih in 1940ih so zgradili okrog 10346 primerkov. Podjetje Stearman Aircraft je leta 1934 postala podružnica od Boeinga. Po 2. svetovni vojni so več tisoč letal prodali civilnim uporabnikom, uporabljali so se kot športna, agrikulturna in akrobatska letala. 

## Specifikacije (PT-17)
Podatki iz United States Military Aircraft since 1909
Splošne karakteristike
- Posadka: 2
- Dolžina: 24 ft 9 in (7,54 m)
- Razpon kril: 32 ft 2 in (9,81 m)
- Višina: 9 ft 8 in (3 m)
- Površina kril: 298 sq ft (27,7 m²)
- Teža praznega letala: 1931 lb (878 kg)
- Maks. vzletna teža: 2635 lb (1200 kg)
- Pogon letala: 1 ×  7-valjni zračnohlajeni radialni motor Continental R-670-5, 220 KM (164 kW)

 Zmogljivost 
- Maks. hitrost: 135 mph (117 vozlov, 217 km/h)
- Potovalna hitrost: 96 mph (83 vozlov, 155 km/h)
- Višina leta: 13200 ft (4024 m)
- Čas do višine 10000 ft (3330 m): 17,3 min